# Municipio de Van Buren (condado de Fountain)
El municipio de Van Buren (en inglés: Van Buren Township) es un municipio ubicado en el condado de Fountain en el estado estadounidense de Indiana. En el año 2010 tenía una población de 2972 habitantes y una densidad poblacional de 30,59 personas por km².

## Geografía
Según la Oficina del Censo de los Estados Unidos, tiene una superficie total de 97.17 km², de la cual 97,08 km² corresponden a tierra firme y (0,09 %) 0,09 km² es agua.

## Demografía
Según el censo de 2010, residían 2972 personas. La densidad de población era de 30,59 hab./km². De los 2972 habitantes, estaba compuesto por el 95,79 % blancos, el 0,1 % eran afroamericanos, el 0,44 % eran amerindios, el 0,13 % eran asiáticos, el 2,69 % eran de otras razas y el 0,84 % eran de una mezcla de razas. Del total de la población, el 4,71 % eran hispanos o latinos de cualquier raza.